# Wahns
Wahns est une municipalité allemande du land de Thuringe, dans l'arrondissement de Schmalkalden-Meiningen, au centre de l'Allemagne. 
Elle fait partie depuis 2019 de la ville de Wasungen.

## Démographie
En 2017, sa population est de 407 habitants.